# Kazimierz Schmidt
Kazimierz Gaszyn vel Kazimierz Schmidt (ur. 27 sierpnia 1895 w Kabarowce, zm. 6 września 1968 w Warszawie) – rotmistrz obserwator Wojska Polskiego.

## Życiorys
Syn Antoniego i Wandy z Wierchlejskich. Studiował na Wydziale Budowy Maszyn Politechniki Lwowskiej. Po wybuchu I wojny światowej zgłosił się jako ochotnik do Legionu Wschodniego, następnie służył w Pułku Ułanów Nr 8. Na stopień podporucznika został mianowany ze starszeństwem z 1 sierpnia 1916 w korpusie oficerów rezerwy kawalerii. Później został mianowany oficerem zawodowym kawalerii w stopniu podporucznika ze starszeństwem z 1 września 1915. Do 1918 jego oddziałem macierzystym był Pułk Ułanów Nr 13.
1 listopada 1915 roku został skierowany na trzymiesięczne szkolenie obserwatorów lotniczych. Po jego ukończeniu otrzymał w lutym 1916 roku  przydział do 14. kompanii lotniczej (Flik 14) na froncie galicyjsko-wołyńskim. W czasie lotów bojowych wykazał się odwagą oraz doskonałymi umiejętnościami strzeleckim. W czasie walk stoczonych w okresie od czerwca do sierpnia zestrzelił trzy samoloty przeciwnika, za co został wymieniony w komunikacie dowództwa armii austro-węgierskiej i odznaczony Złotym Medalem Waleczności. We wrześniu zestrzelił kolejny samolot nieprzyjaciela, co też zostało odnotowane w komunikacie dowództwa. 
25 listopada 1916 roku został zestrzelony i ranny trafił do rosyjskiej niewoli. Uwolniony został w lutym 1918 roku i skierowany do obsługi poczty lotniczej na trasie Kijów-Lwów-Kraków-Wiedeń. 
Po rozpadzie Austro-Węgier przedostał się do Krakowa i zgłosił do służby w III eskadrze lotniczej. Został skierowany do Lwowa, gdzie został przydzielony do grupy polskich lotników dowodzonych przez Stefana Bastyra. W czasie walk o Lwów wykonał siedem lotów bojowych. Wyróżnił się 16 grudnia podczas lotu rozpoznawczego wykonanego podczas bardzo złych warunków pogodowych. Udało mu się wówczas ustalić dokładne położenie wojsk własnych i nieprzyjaciela.
W marcu 1919 roku został skierowany do Szkoły Pilotów w Warszawie. W maju przerwał szkolenie i objął stanowisko referenta szkolnego w Szefostwie Uzupełnień Wojsk Lotniczych. Na szkolenie lotnicze trafił ponownie do I Niższej Szkoły Pilotów w Krakowie, którą ukończył w lipcu 1920 roku. W trakcie szkolenia okazało się, że ma problemy zdrowotne będące efektem ran odniesionych w 1916 roku. Uniemożliwiało mu to dalszą służbę w formacjach lotniczych, na jego wniosek został przeniesiony do kawalerii. 13 listopada 1920 roku otrzymał przydział do szwadronu zapasowego 6. Pułku Ułanów Kaniowskich. W styczniu 1921 roku otrzymał bezterminowy urlop z wojska na odbycie studiów. Nie powrócił na Politechnikę Lwowską, wybrał prawo na Uniwersytecie Jagiellońskim. Studia ukończył w 1924 roku, nie powrócił jednak do służby wojskowej. Został zwolniony do rezerwy. 8 stycznia 1924 został zweryfikowany w stopniu rotmistrza ze starszeństwem z 1 czerwca 1919 i 291. lokatą w korpusie oficerów kawalerii. Posiadał przydział w rezerwie do 10. Pułku Strzelców Konnych w Łańcucie. W 1934 roku, jako rotmistrz pospolitego ruszenia pozostawał w ewidencji Powiatowej Komendy Uzupełnień Łódź Miasto II. Posiadał przydział do Oficerskiej Kadry Okręgowej Nr IV. Był wówczas „przewidziany do użycia w czasie wojny”.
Po zwolnieniu z wojska podjął pracę jako prawnik w administracji państwowej. Nie stracił kontaktu z lotnictwem, był jednym z organizatorów Śląskiego Klubu Lotnictwa Żaglowego. Pracował też w Państwowych Zakładach Lotniczych w Warszawie jako dyrektor administracyjny. Po II wojnie światowej był członkiem Klubu Seniorów Lotnictwa.
Zmarł 6 września 1968 w Warszawie.

## Ordery i odznaczenia
- Medal Niepodległości – 23 grudnia 1933 „za pracę w dziele odzyskania niepodległości”[15]
- Polowa Odznaka Obserwatora nr 83 – 12 grudnia 1929 „za loty bojowe nad nieprzyjacielem w czasie wojny 1918-1920”[16]
- Krzyż Zasługi Wojskowej 3 klasy z dekoracją wojenną i mieczami[17]
- Złoty Medal Waleczności[17]
- Srebrny Medal Waleczności 1 klasy[17]
- Srebrny Medal Waleczności 2 klasy[17]